# خنمت

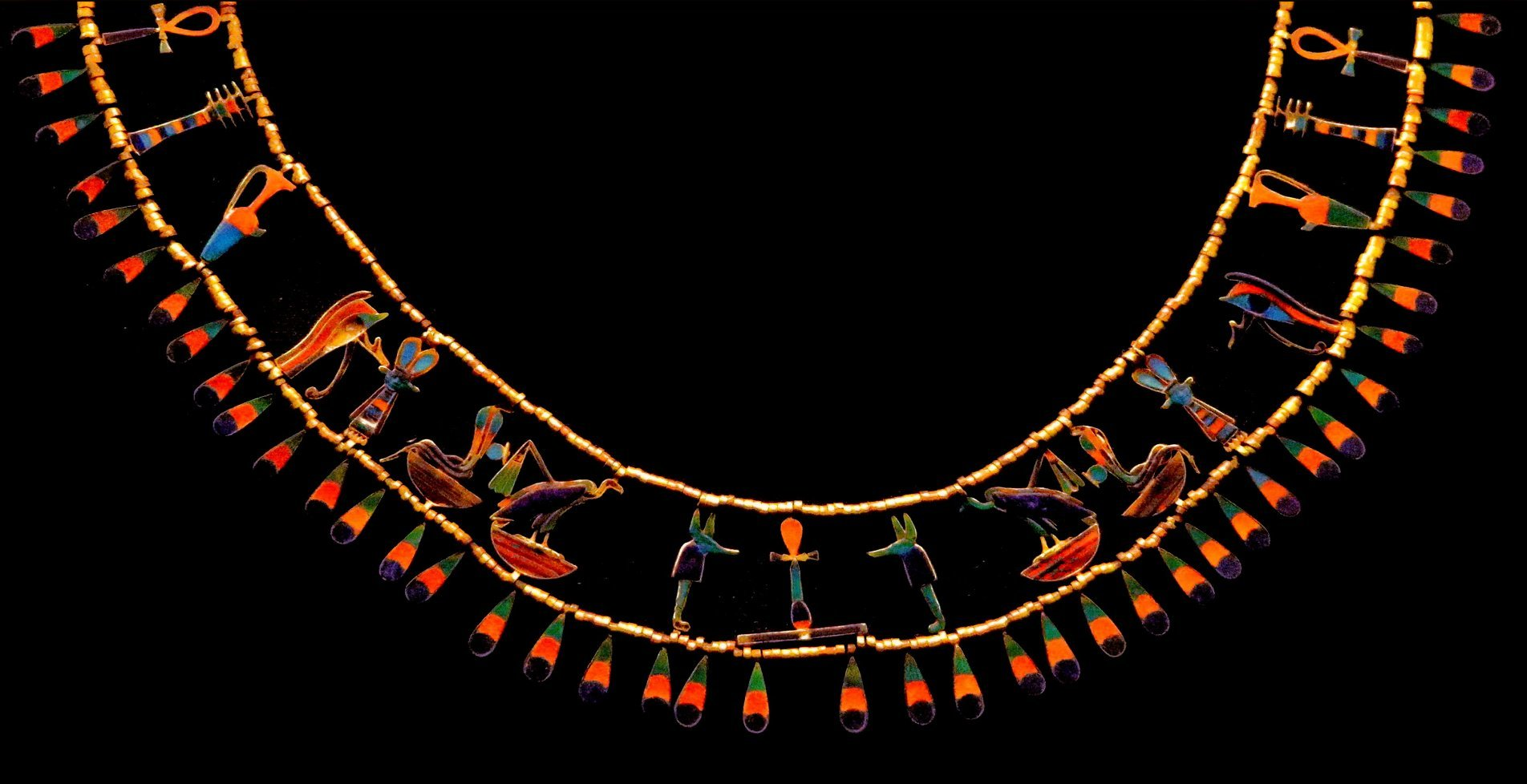
قلادة تم العثور عليها في مدفن خنميت

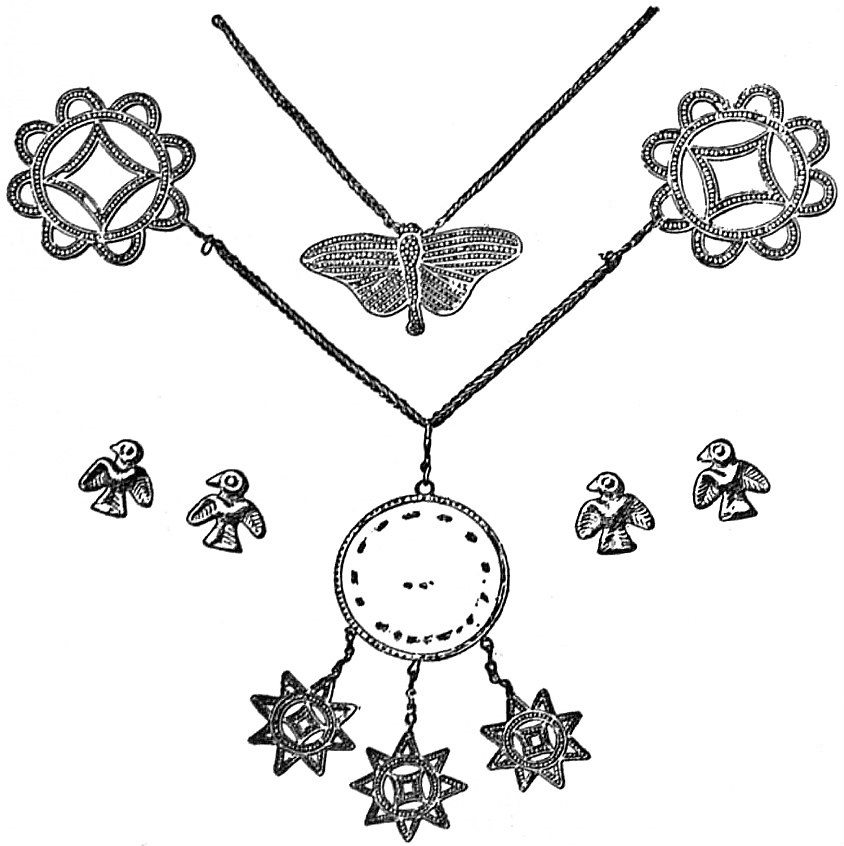
قلادة ، على الأرجح تم صنعها في جزيرة كريت

خنميت كانت ابنة ملك من ملوك مصر القديم عاشت في عهد الأسرة الثانية عشرة حوالي عام 1800 قبل الميلاد. و تم التعرف عليها بشكل رئيسي من مقبرتها التي لم تتعرض للنهب وتحتوي على مجموعة من أدوات الزينة الشخصية الرائعة.
لم يتم التعرف على خنميت إلا من خلال مدفنها الموجود بجوار هرم أمنمحات الثاني في دهشور. فكان يوجد تحت الأرض على الجانب الغربي من الهرم ثلاث صالات تحتوي كل صالة منهم على مقبرتين. و تم العثور على أربعة من هذه المقابر، بما في ذلك مقابر خنمت، و إيتا و إيتاورت، و بفحصها تبين عدم تعرضها إلى السرقة.
تم دفن خنمت في مجموعة مكونة من ثلاث طبقات. الطبقة الخارجية عبارة عن تابوت لا يحتوي على زخارف، و يليه تابوت خشبي مزين من الخارج برقائق من الذهب و على سطحه الداخلي توجد نصوص هيروغليفية. و الطبقة الأخيرة عبارة عن تابوت على شكل إنسان لم يتم العثور إلا و هو في حالة سيئة. و تم تزيين جسد خنمت بمجموعة من المجوهرات، و يتضمن ذلك قلادة العريضة و أساور و خلاخيل. و تم العثور بجانب الجثة على العديد من الأسلحة المعتاد وضعها في المدافن الملكية المعاصرة للدولة الوسطى.
تم العثور على مزيد من أدوات الزينة الشخصية في غرفة صغيرة مجاورة للتابوت. و إشملت هذه الأدوات على تيجان وأجزاء من قلادة مصنوعة من الذهب. و هذه القلادة الأخيرة على الأرجح ليس عملًا فنيًا مصريًا بل ربما تكون قد تم تصنيعها في جزيرة كريت .
والد خنمت ليس معروف معرفة يقينية. و يبدوا أن أمن-م-حات الثاني هو والدها نظراً لوجود مدفنها مجاوراً لهرمه. و يشير بعض الباحثين إلى أن نوعية معدات الدفن التي وجدوها هناك تميل إلى النوعية المعتاد إستخدامها في أواخر الأسرة الثانية عشرة أكثر من غيرها. وينطبق ذلك على الفخار الذي تم العثور عليه في المدافن.